# Everton Luiz Guimarães Bilher
Éverton Luiz Guimarães Bilher (Porto Alegre, 24 mei 1988) - alias Everton Luiz - is een Braziliaans voetballer die doorgaans als een defensieve middenvelder speelt. Hij verruilde FK Partizan in januari 2018 voor SPAL.
Hij speelt nu voor SK Beveren waarmee hij in 2023 net de promotie miste en momenteel nog steeds voetbalt in de Challenge Pro League (1B Pro League).

## Erelijst
| Campeonato Alagoano | 1x | 2012 |